# Gireg
 (janvier 2023).
Si vous disposez d'ouvrages ou d'articles de référence ou si vous connaissez des sites web de qualité traitant du thème abordé ici, merci de compléter l'article en donnant les références utiles à sa vérifiabilité et en les liant à la section « Notes et références ».
Gireg, ou Kireg, est un prénom d'origine galloise, éponyme des communes bretonnes de Locquirec (Lokireg) et Perros-Guirec (Perroz-Gireg), en lien avec saint Guirec. 
Variante : Guérech.